# 內埔村 (嘉義縣)
23°29′6.4″N 120°33′34.1″E / 23.485111°N 120.559472°E
內埔村，是中華民國嘉義縣竹崎鄉轄下的行政區。東鄰白杞村，西鄰紫雲村，南鄰昇平村，北鄰義隆村。
面積約2.661平方公里，行政區包含17鄰、577戶、人口數1821人。聚落內的香光寺為該村景點。

## 地理
對外交通道路為嘉159號公路，此區域同時是內埔五村十三庄經濟和物產得交易中心。主要的水系為溫水溪與濁水溪。

## 聚落歷史
此區域位居昔日阿里山八社之一「蘆麻產社」轄區和獵場的中央核心地帶，且俗以內為大，故稱為「內埔」。居民以分屬溪洲祖、嶺尾祖和學堂祖的林姓人家後裔居多。

## 教育
本區域內目前有昇平國中及內埔國小。

### 昇平國中
昇平國中創立於1970年，設立目的是嘉義縣政府為便利竹崎鄉內埔、昇平、桃源、白杞、塘興、紫雲、義隆等七個村落之學生就學。嘉義縣政府先由竹崎國中成立內埔分部，同時進行新校區的規劃籌建工作，1971年待新校舍完成後，師生便遷回現址上課。1972年獨立設校，由台灣省政府教育廳定名為「嘉義縣立昇平國民中學」。

## 文化資源

### 興洲宮
創立於1702年。主祀神明為莆府千歲，農曆九月十七日為莆府千歲誕辰祭典的祭祀活動。

### 玉山岩香光寺
主祀神明為釋迦牟尼佛，創立於1876年，最初名「玉山岩」為供奉觀音菩薩的木造殿堂，1906年更名為「金蘭寺」。1975年經信徒大會同意再更名為「香光寺」

### 內埔青岩宮
建立於1906年，因發生梅仔坑大地震，當時主要的玉山岩觀音佛祖廟宇倒塌，而被請入民間祭祀。西元1976年重修整建至今。